# Phyllogaster pholiotoides
Phyllogaster là một chi nấm trong họ Agaricaceae. Đây là chi đơn loài, chứa một loài Phyllogaster pholiotoides.